# David Callaham
David Elias "Dave" Callaham, född 24 oktober 1977 i Fresno i Kalifornien, är en amerikansk manusförfattare och producent av kinesisk härkomst (genom modern). Han är mest känd för att ha skrivit manus till filmerna Doom (2005), The Expendables (2010), Zombieland: Double Tap (2019), Wonder Woman 1984 (2020), Mortal Kombat (2021), Shang-Chi and the Legend of the Ten Rings (också från 2021) och Spider-Man: Across the Spider-Verse (2023).

## Filmografi (i urval)

### Film
- 2005 – Doom
- 2009 – Horsemen of the Apocalypse
- 2009 – The Black Heart (Tell-Tale)
- 2010 – The Expendables
- 2012 – The Expendables 2
- 2014 – Godzilla
- 2015 – Ant-Man[6]
- 2019 – Zombieland: Double Tap
- 2020 – Wonder Woman 1984
- 2021 – Mortal Kombat
- 2021 – America: The Motion Picture
- 2021 – Shang-Chi and the Legend of the Ten Rings
- 2023 – Spider-Man: Across the Spider-Verse[7]
- 2023 – Expend4bles
- 2027 – Godzilla x Kong: Supernova
- 2027 – Spider-Man: Beyond the Spider-Verse

### TV
- 2016–2017 – Jean-Claude Van Johnson (TV-serie)